# Bát Trại, Mã Quan
Bát Trại là một trấn của huyện Mã Quan châu Văn Sơn tỉnh Vân Nam Trung Quốc.

## Hành chính
Bát Trại gồm 16 thôn, làː
Bát Trại (八寨), Lô Sai Đường (芦差塘), Mẫu Tử Trùng (母子冲), Mã Chủ (马主), Lão Xưởng (老厂), Vụ Lộ Giả (务路者), Hỉ Chủ (喜主), Na Cổ Bác (那古博), Mao Thảo Trại (茅草寨), Lãng Kiều (浪桥), Lão Mã Điếm (老马店), Giáp Mã Thạch (夹马石), Trúc Bồng Tân Trại (竹篷新寨), Loan Tử Trại (湾子寨), Dương Văn Sơn (阳文山), Bát Vi Thụ (八围树).

## Lịch sử
Thời nhà Đường, vùng đất trấn Bát Trại ngày nay là vùng đất thuộc Thất Quán Động của Lâm Tây Nguyên An Nam đô hộ phủ (tức Việt Nam thời thuộc Đường). Năm Điều Lộ đầu tiên (679), vua Cao Tông nhà Đường lập ra An Nam đô hộ phủ, đất Bát Trại ngày nay thuộc An Nam đô hộ phủ thời đó. Vùng đất huyện Mã Quan (châu Văn Sơn), và huyện Hà Khẩu châu Hồng Hà ngày nay là là động Thất Quán (七綰洞), thuộc Lâm Tây Nguyên (林西原, Cao nguyên Lâm Tây, ngày nay là tỉnh Lào Cai Việt Nam). Đại Việt địa dư toàn biên của Nguyễn Văn Siêu chép rằngː "Lâm Tây nguyên ở phía tây Phong Châu, bên cạnh Lâm Tây Nguyên có động Thất Quán của người dân tộc thiểu số mà thủ lĩnh là Lý Do Độc (李猶獨), bộ thuộc có thêm các động như động Đào Hoa (桃花), tất cả đều giúp Trung Quốc canh phòng và thu thuế nơi biên ải với Nam Chiếu. Đường thư chép: Lâm Tây Nguyên trước có binh lính canh phòng cả vào mùa đông. Vào năm Đại Trung thứ tám (854) (thời vua Đường Tuyên Tông), Lý Trác, giữ chức đô hộ An Nam, đã bãi bỏ binh lính biên phòng và giao hết việc phòng biên cho thổ tù Lý Do Độc. Lý Do Độc ở vào thế cô lập không có đủ quân để canh phòng. Nhân đó, viên Thác Đông tiết độ sứ nước Nam Chiếu dụ dỗ mua chuộc ông ta theo về Nam Chiếu. Từ đó, An Nam bắt đầu bị Nam Chiếu xâm lấn. Tân Đường Thư chép rằngː An Nam Đô hộ phủ cai trị quản lĩnh châu Lâm Tây (林西州). Châu này có 2 huyện làː Lâm Tây và Cam Quất (甘橘)."  Động Đào Hoa về sau có thể là ải Lê Hoa, tức ải Liên Hoa, nằm trên biên giới Đại Việt và Trung Hoa, nay là hương Liên Hoa Than (Ghềnh Liên Hoa) của huyện Hà Khẩu. Cam Quất có thể là đất thị xã Cam Đường tỉnh Lào Cai Việt Nam ngày nay.

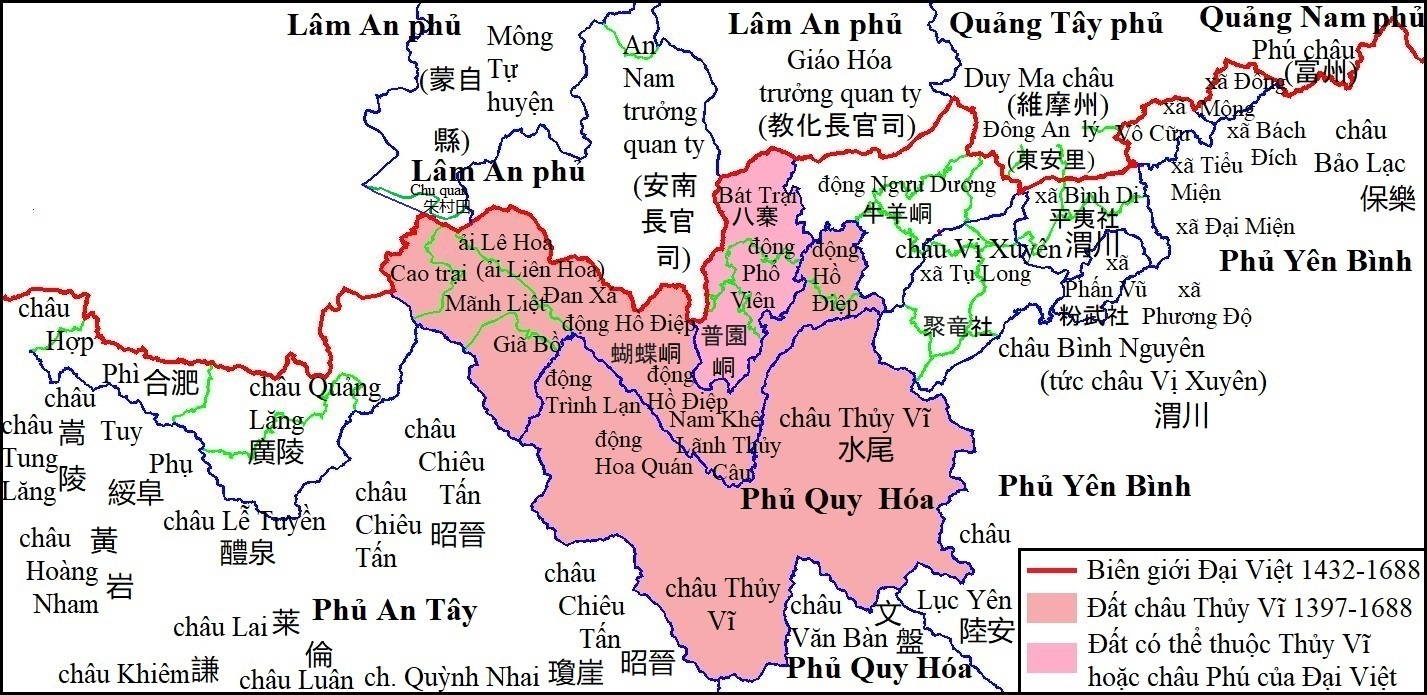
Địa danh Bát Trại (八寨) trong bản đồ châu Thủy Vĩ thời kỳ 1397 - 1688, trên vùng biên giới Đại Việt - Đại Minh 1428-1644, và biên giới Đại Việt - Đại Thanh 1644-1688.

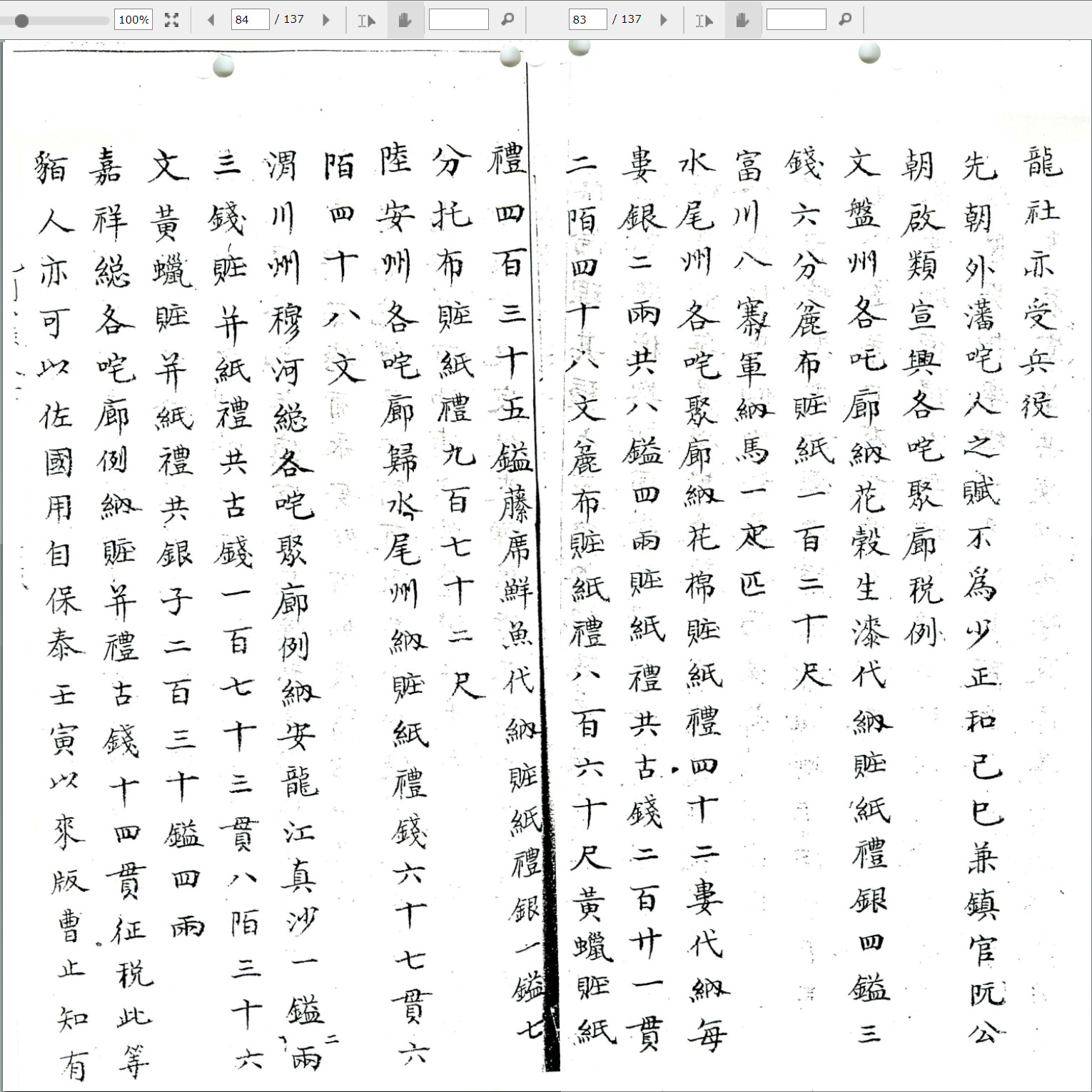
Kiến văn tiểu lục, Lê Quý Đôn dẫn chứng năm 1689, Bát Trại (八寨) thuộc Đại Việt.

Trong Kiến văn tiểu lục, Lê Quý Đôn viếtː "Triều trước, về thuế khóa của người Xá ở phiên trấn bên ngoài không phải là ít. Năm Kỷ Tị (1689) niên hiệu Chính Hòa, Nguyễn Công Triều, kiêm giữ chức trấn thủ, đệ tờ khải kê khai thuế lệ các làng về chủng tộc Xá Tụ ở Tuyên Quang và Hưng Hóa như sauː Châu Văn Bànː các làng người Xá nộp thóc và sơn sống, hay được nộp thay bằng bạc nén, tính cả chính tang và lễ giấy bút là 4 dật 3 đồng 6 phân; vải to, tính cả chính tang và lễ giấy bút 120 thước. Châu Phúː Bát Trại (八寨) quân nộp một con ngựa. Châu Thủy Vĩː các làng Xá Tụ nộp bông, gạo, tính cả chính tang và lễ giấy bút 42 bồ, ... Châu Lục Yênː các làng Xá nộp thuế về châu Thủy Vĩ, cả chính tang và lễ giấy bút 67 quan 6 tiền 48 đồng. Châu Vị Xuyênː các làng Xá Tụ tổng Mục Hà theo lệ phải nộp vàng châu sa sông An Long 1 dật 2 lạng 3 đồng, tính cả chính tang và lễ giấy bút thành cổ tiền 173 quan 8 tiền 36 đồng..."